# Diplazium falcatum
Diplazium falcatum là một loài thực vật có mạch trong họ Woodsiaceae. Loài này được D. Don miêu tả khoa học đầu tiên năm 1825.